# Un valzer tra gli scaffali
Un valzer tra gli scaffali (In den Gängen) è un film del 2018 diretto da Thomas Stuber.

## Trama
Il timido e solitario Christian viene assunto come dipendente di un supermercato. Bruno, il direttore del supermercato, lo prende sotto la sua custodia e gli insegna così il lavoro. Nel reparto della pasticceria, l'uomo fa la conoscenza di Marion, di cui si innamora perdutamente.

## Distribuzione
Il film è stato presentato nel 2018 al Festival internazionale del cinema di Berlino. È stato distribuito nelle sale cinematografiche italiane a partire dal 14 febbraio 2019.